# 类思·安多尼·塔格莱
類思·安多尼·塔格萊（英語：Luis Antonio Tagle；1957年6月21日—）是菲律賓籍天主教主教級樞機、 福音傳播部代理部長及國際明愛主席。

## 生平
塔格萊在菲律賓馬尼拉出生，之後他在帕拉納克市聖安德肋學校就讀小學和中學。他受朋友影響下進入耶穌會的聖若瑟神學院，並使他自動進入馬尼拉雅典耀大學就讀文學學士和藝術神學碩士。

### 晉鐸
他於1982年2月27日在伊穆斯教區晉鐸。他還在1982年至1985年在聖卡洛斯神學院和甲米地聖言神學院任教神學。然後於1987年至1991年，他在美國天主教大學以優異成績獲得了神聖神學博士學位。1997年至2002年，教宗若望保祿二世任命他為國際神學委員會成員。

### 晉牧
2001年12月12日由辛海棉樞機晉牧，並獲教宗若望保祿二世任命為伊穆斯教區主教。直到2011年10月13日，由於高登西奧·羅薩萊斯樞機榮休，因此他接任成為馬尼拉總教區正權總主教。

### 擢升樞機
教宗本篤十六世於2012年11月24日將他冊封為樞機。2012年6月12日，他被任命為聖座教育部成員，任期五年。2013年1月31日，他被任命為宗座家庭理事會兼宗座移民暨觀光理事會成員。他還參與2013年教宗選舉秘密會議。2014年9月，他獲任命為聖座萬民福音部成員。2015年5月14日，他在羅馬召開的第二十屆國際明愛全體大會第二日會議中，由三百多名來自世界各地的明愛代表選出成為主席。同日，他透過電話向在場的明愛代表表示：「感謝你們的信任，我能力有限，但與你們眾人、與耶穌傾注在我們心中的愛，以及世界上所有貧窮人之名，我接受這選舉。」他是首位獲選為國際明愛主席的亞洲人，將取代已完成兩屆任期的主席，來自特古西加爾巴總教區總主教的奧斯卡·羅德里格斯·馬拉迪亞加樞機。
他於2019年12月8日接替轉任耶路撒冷聖墓騎士團總團長的威田南·費洛尼樞機，出任萬民福音部部長並卸任馬尼拉總教區總主教一職。
教宗方濟各於2020年5月1日將他升為主教級樞機，塔格萊繼續以琴托切萊坎塔利切的聖斐理斯堂區司鐸作領銜之用，他不會因為沒有領羅馬城郊教區主教銜而跟其他主教級樞機有差別。
2025年5月24日，教宗良十四世任命塔格萊為領阿爾巴諾羅馬城郊教區銜的樞機。該教區也是良十四世獲選為教宗前所領的教區銜。